# Vườn quốc gia Bái Tử Long
Vườn quốc gia Bái Tử Long là một khu bảo tồn nằm tại khu vực vịnh Bái Tử Long, thuộc huyện đảo Vân Đồn, tỉnh Quảng Ninh, Việt Nam. Vườn được thành lập theo quyết định 85/2001/QĐ-TTg của Thủ tướng chính phủ nước Cộng hòa Xã hội chủ nghĩa Việt Nam vào ngày 1 tháng 6 năm 2001 trên cơ sở Khu bảo tồn thiên nhiên Ba Mùn trước đây. Đây là một trong số bảy vườn quốc gia tại Việt Nam bảo vệ cả diện tích trên cạn lẫn dưới nước.
Bái Tử Long cùng với vịnh Hạ Long tạo thành cảnh quan biển đảo vô cùng ấn tượng với hàng ngàn đảo và đảo đá trở thành một trong những khu vực vịnh biển đẹp nhất thế giới. Năm 2016, vườn quốc gia được công nhận là Vườn di sản ASEAN. Một phần vườn quốc gia cũng nằm trong Di sản thế giới Vịnh Hạ Long được UNESCO công nhận.

## Vị trí
Vườn quốc gia Bái Tử Long nằm trong vùng hình chữ nhật có tọa độ địa lý giữa 20°55'05" đến 21°15'10" vĩ độ Bắc và 107°30'10" đến 107°46'20" kinh độ Đông. Diện tích tự nhiên của vườn quốc gia nằm tại 3 xã của huyện Vân Đồn là Minh Châu, Vạn Yên và Hạ Long.
Bái Tử Long bao gồm các đảo có tổng diện tích là 61,25 km² và khu vực biển thủy sinh có diện tích 96,58 km². Khu vực bao gồm 40 đảo và đảo đá được chia thành 3 nhóm đảo là nhóm đảo Ba Mùn, nhóm đảo Trà Ngọ và nhóm đảo Sậu. Khu vực thủy sinh bao gồm các vùng biển giữa các đảo và cách khu vực đất liền khoảng 1 km. Ngoài ra, vườn quốc gia còn có vùng đệm có diện tích 165,34 km² thuộc 5 xã là Minh Châu, Vạn Yên, Bản Sen, Quan Lạn và Hạ Long. Dân số sinh sống trong vùng lõi và vùng đệm của vườn quốc gia Bái Tử Long là khoảng 24.000 người.

## Hệ sinh thái
Vườn quốc gia bao gồm 5 hệ sinh thái là: rừng mưa lá rộng, rừng đá vôi, rừng duyên hải, vùng san hô và vùng nước nông.
- Rừng mưa lá rộng chủ yếu là rừng thứ sinh với độ tán trung bình từ 50 - 90%. Tại đây có 494 loài động thực vật, một số loài trong đó quý hiếm và đe dọa, có thể kể đến Tuế đá vôi (Cycas balansae), Ba kích thiên (Radix marindae officinalis), lá khôi (Ardisia sylvestris Pitard), Mèo báo, Mang Ấn Độ, Cầy hương, Cầy giông.
- Khu vực rừng đá vôi là khu vực rừng phát triển trên đất đai nghèo dinh dưỡng. Tại đây có một số loài động vật quý hiếm như Sơn dương đại lục, Khỉ đốm.
- Hệ sinh thái duyên hải là những khu vực nhỏ bao quanh các đảo. Tại đây rất đa dạng về mặt sinh học với 251 loài bao gồm 19 loài cây ngập mặn, 17 loài rong biển, 29 loài giun biển, 149 loài động vật thân mềm, 22 loài động vật giáp xác và 15 loài động vật da gai.
- Khu vực san hô nằm từ độ sâu khi nước thủy triều rút đến mức thấp nhất cho đến khu vực có độ sâu 10 mét. Tại đây có 409 loài đã được tìm thấy bao gồm cá mú, cá vược, cua, ốc, bào ngư và rong biển.
- Vùng nước nông bao phủ một khu vực rộng lớn xung quanh các đảo, vượt ra ngoài vùng thủy triều và kéo dài từ 1 đến 4 km. Những khu vực này chưa được nghiên cứu sâu sắc nhưng đã có 539 loài đã được tìm thấy.